# Stikåsälsbäcken
Stikåsälsbäcken este o arie protejată (arie specială de conservare — SAC, sit de importanță comunitară — SCI) din Suedia întinsă pe o suprafață de 17,5 ha, integral pe uscat.

## Localizare
Centrul sitului Stikåsälsbäcken este situat la coordonatele 60°53′41″N 14°19′22″E / 60.8946°N 14.3227°E.

## Înființare
Situl Stikåsälsbäcken a fost declarat sit de importanță comunitară în mai 2001 pentru a proteja un număr necunoscut de specii din flora spontană și fauna sălbatică aflate în arealul zonei. Situl a fost protejat și ca arie specială de conservare în martie 2011.

## Biodiversitate
Situată în ecoregiunea boreală, aria protejată conține 6 habitate naturale: Păduri fino-scandinave bogate în ierburi cu Picea abies, Mlaștini turboase de tranziție și turbării mișcătoare, Taiga vestică, Râuri naturale fino-scandinave, Cursuri de apă de la nivel de câmpie la nivel montan, cu vegetație Ranunculion fluitantis și Callitricho-Batrachion, Mlaștini împădurite.
La baza desemnării sitului se află un număr nedeclarat de specii protejate.